# Trabea nigriceps
Trabea nigriceps là một loài nhện trong họ Lycosidae.
Loài này thuộc chi Trabea. Trabea nigriceps được William Frederick Purcell miêu tả năm 1903.